# آگرناس
آگرناس (به ترکی استانبولی: Ağırnas) یک منطقهٔ مسکونی در ترکیه است که در استان قیصریه واقع شده‌است.
۹۵ درصد از جمعیت آگرناس در زمان عثمانی از یونانی‌های بومی آناتولی تشکیل می‌شد. آگرناس زادگاه معمار سنان، معمار نامدار زمان عثمانی است.